# Masdevallia saulii
Masdevallia saulii är en orkidéart som beskrevs av Willibald Königer. Masdevallia saulii ingår i släktet Masdevallia och familjen orkidéer.
Artens utbredningsområde är Peru. Inga underarter finns listade i Catalogue of Life.